# USS Wainwright (DD-62)
USS Wainwright (Destroyer No. 62), później (DD-62) – amerykański niszczyciel typu Tucker zbudowany dla United States Navy w czasie I wojny światowej. Po wojnie służył w United States Coast Guard. Nazwa okrętu pochodziła od Jonathana Wainwrighta, jego kuzyna Richarda Wainwrighta, i jego syna Jonathana Wainwrighta Jr.
Stępkę okrętu położono w stoczni New York Shipbuilding w Camden, w stanie New Jersey we wrześniu 1914 r., zwodowano go w czerwcu następnego roku. Okręt miał ponad 96 metrów długości i 9,1 metra szerokości. Jego standardowa wyporność to 1090 długich ton (1110 t). Był uzbrojony w 4 działa kal. 102 mm i 8 wyrzutni torpedowych kal. 533 mm. Napęd stanowiły dwie turbiny parowe, które pozwalały na rozpędzenie go do prędkości 30 węzłów.
Wszedł do służby w maju 1916 roku i służył w pobliżu wschodniego wybrzeża USA i na Karaibach. Po przystąpieniu przez Stany Zjednoczone w kwietniu 1917 roku do I wojny światowej, okręt należał do pierwszej eskadry niszczycieli amerykańskich wysłanych na wody europejskie. Patrolował Morze Irlandzkie, bazując w Queenstown. Przeprowadził kilka nieudanych ataków na U-booty i ratował rozbitków z kilku statków zatopionych przez okręty niemieckie.
Po powrocie do Stanów Zjednoczonych po wojnie „Wainwright” prowadził operacje wraz z innymi niszczycielami Floty Atlantyckiej do maja 1922 roku, gdy został wycofany ze służby. W kwietniu 1926 roku został przekazany United States Coast Guard w ramach wzmocnienia tej formacji po wprowadzeniu prohibicji (patrole rumowe). Operował pod nazwą USCGC Wainwright (CG-24) do kwietnia 1934 roku, gdy został zwrócony Marynarce. Sprzedano go na złom w sierpniu 1934 roku.

## Projekt i budowa
„Wainwright” został zatwierdzony do budowy w 1913 roku, jako szósta i ostatnia jednostka niszczycieli typu Tucker, które podobnie jak okręty typu O’Brien były ulepszoną wersją niszczycieli typu Cassin, zatwierdzonych do budowy w roku 1911. Budowę okrętu zlecono stoczni New York Shipbuilding z Camden, w której uzyskał numer stoczniowy 151. Stępkę położono 1 września 1914 roku. Dziewięć miesięcy później, 12 czerwca 1915 roku okręt został zwodowany, a matką chrzestną została Evelyn Wainwright Turpin, potomkini patronów okrętu, którzy byli oficerami US Navy zmarłymi na służbie.

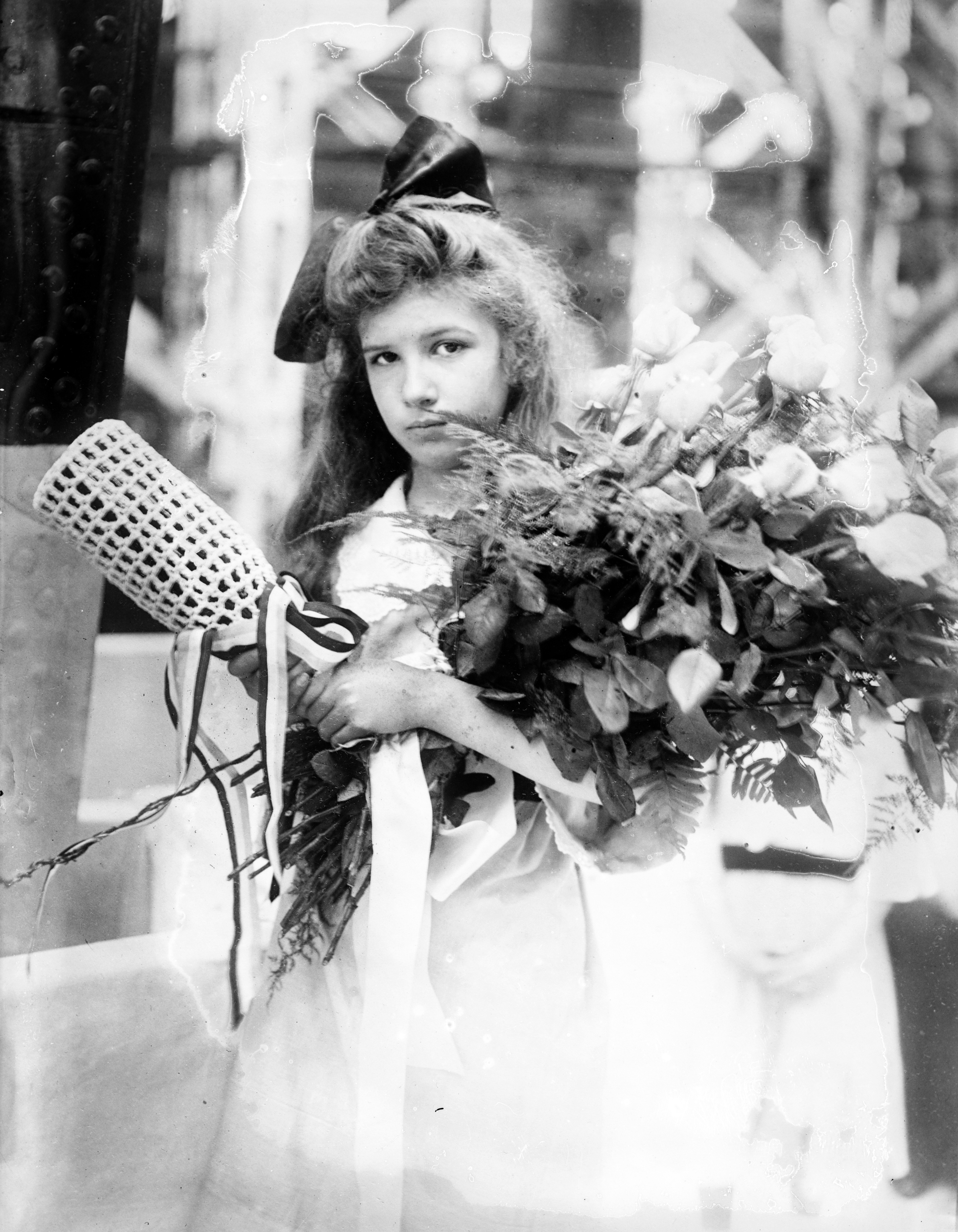
Evelyn Wainwright Turpin, praprawnuczka Jonathana Wainwrighta, matka chrzestna okrętu, w momencie wodowania

„Wainwright” był wyposażony w dwie turbiny parowe Curtisa, napędzające dwie śruby. Okręt był także wyposażony w dodatkową turbinę parową napędzającą jedną ze śrub, która była wykorzystywana w czasie rejsu z prędkością ekonomiczną. Maszynownia mogła wygenerować moc 17 000 shp i rozpędzić okręt do prędkości 30 węzłów.
Główna artyleria okrętu składała się z 4 dział kal. 102 mm L/50 Mark 9. Każde działo ważyło ponad 2800 kg. Działa wystrzeliwały 15-kilogramowe pociski przeciwpancerne z prędkością początkową 880 m/s. Przy podniesieniu luf równym 20° pociski miały zasięg 14 560 metrów.
„Wainwright” był także wyposażony w osiem wyrzutni torped kal. 533 mm. General Board of the United States Navy nawoływała do umieszczenia po dwa działa przeciwlotnicze na każdej jednostce typu Tucker, a także zapewnienia możliwości postawienia 36 min morskich. Źródła nie podają jednak, czy te rekomendacje zostały wprowadzone w życie na „Wainwright” lub innej jednostce tego typu.

## Okres przedwojenny
USS „Wainwright” wszedł do służby w United States Navy 12 maja 1916 roku, pierwszym dowódcą został Lieutenant Fred H. Poteet. Po wyposażeniu w Filadelfii niszczyciel przeszedł w pobliżu Cape May 20 czerwca i udał się do Newport, by załadować torpedy przed dołączeniem do 8. Dywizjonu Flotylli Niszczycieli Floty Atlantyku (ang. Division 8 of the Atlantic Fleet Destroyer Flotilla). Po przeprowadzeniu ćwiczeń w pobliżu Eastport pozostał w pobliżu wybrzeża Nowej Anglii do połowy września, gdy udał się na południe na ćwiczenia artyleryjskie i szkolenie w pobliżu wybrzeży Wirginii. Po zakończeniu dwutygodniowych ćwiczeń artyleryjskich okręt wrócił 2 października do Buzzard's Bay. Później, tego samego miesiąca „Wainwright” operował w pobliżu Newport, prowadząc szkolenie torpedowe w pobliżu Vineyard Sound. Odwiedził też Nowy Jork, by pobrać zaopatrzenie z okrętu zaopatrzeniowego flotylli USS „Melville” (AD-2). Wrócił do Newport 18 października, a osiem dni później wznowił szkolenia torpedowe w pobliżu Vineyard Sound, które prowadził do końca miesiąca. Wszedł do Bostonu 1 listopada w celu przeprowadzenia remontu w miejscowej stoczni.
Po remoncie niszczyciel wyszedł w rejs na Karaiby 8 stycznia 1917 roku. Płynąc przez Hampton Roads, dotarł do wyspy Culebra w pobliżu Puerto Rico 14 stycznia i przeprowadził ćwiczenia w ramach gry wojennej prowadzonej przez Flotę Atlantyku. Odwiedził Dominikanę oraz bazę w Guantanamo Bay i Santiago na Kubie. W tym samym miesiącu „Wainwright” przewiózł Asystenta Sekretarza Marynarki Franklina D. Roosevelta, generała brygady George’a Barnetta (Komendanta Korpusu Marines) oraz przewodniczącego Civil Service Commission z Santiago do Port-au-Prince na Haiti. Po tym przydziale niszczyciel przeprowadził ćwiczenia torpedowe, patrole oraz próby maszynowni w pobliżu Zatoki Guantanamo, co trwało do początku marca.
Okręt wrócił do Bostonu 10 marca na krótki postój w Boston Navy Yard. 31 marca opuścił Boston, kierując się do Hampton Roads, gdzie dotarł 2 kwietnia. Następnego ranka, w odpowiedzi na zagrożenie wybuchem wojny z Niemcami, rozpoczął prowadzenie poszukiwań okrętów podwodnych oraz patrolowania Hampton Roads, by zabezpieczać flotę i jej bazy. Dwa dni później inny okręt zastąpił go na patrolu, a „Wainwright” zakotwiczył wraz z flotą u ujścia rzeki York. Następnego dnia, 6 kwietnia 1917 roku, Stany Zjednoczone przystąpiły oficjalnie do I wojny światowej.

## I wojna światowa
Do wiosny 1917 roku nieograniczona wojna podwodna wypowiedziana aliantom przez Niemcy w lutym tego roku spowodowała zaangażowanie praktycznie całych sił morskich. Alianckie siły eskortowe na wodach europejskich potrzebowały pomocy. W odpowiedzi na zapotrzebowanie na jednostki ZOP, wystosowane ze strony Royal Navy, US Navy rozpoczęła przygotowania do wysłania na wschód niszczycieli.
„Wainwright” ponownie krótko patrolował Hampton Roads, a następnie 14 kwietnia udał się do New York Navy Yard i do Bostonu, gdzie przygotowywał się do służby na obcych wodach. 24 kwietnia niszczyciel opuścił Boston w towarzystwie USS „Wadsworth” (DD-60), USS „Porter” (DD-59), USS „Davis” (DD-65), USS „Conyngham” (DD-58) i USS „McDougal” (DD-54), kierując się w stronę Wysp Brytyjskich. Dywizjon, dowodzony przez Commandera Josepha Taussiga, był pierwszą amerykańską formacją morską skierowaną do Europy. Niszczyciele dotarły do Queenstown na południowym wybrzeżu Irlandii 4 maja i po pobraniu paliwa rozpoczęły patrolowanie południowych podejść do Liverpoolu i innych brytyjskich portów leżących na wybrzeżu Morza Irlandzkiego.
„Wainwright” zgłosił pierwszy kontakt z niemieckim okrętem podwodnym 11 maja. Około 08:00 tego dnia spostrzegł łódź ratunkową. Po sprawdzeniu dryfującej łodzi i stwierdzeniu, że jest pusta, zatopił ją ogniem artylerii. Około 08:15 wachtowy zaraportował, że w odległości około 150 jardów od rufy okręt minęła torpeda. Okręt wystrzelił kilka pocisków z dział kal. 102 mm w kierunku przedmiotu, który uznał za peryskop. Zaraz później okręt podwodny zniknął, pomimo przeszukania obszaru niszczyciel nie znalazł więcej dowodów na obecność wroga.

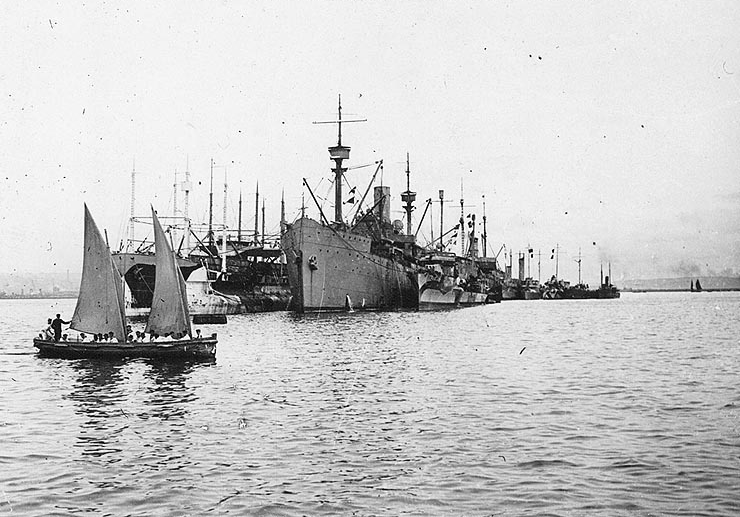
„Wainwright” (po prawej) w pobliżu okrętu-bazy niszczycieli USS „Bridgeport” (AD-10) w Breście w 1918 r.

W czasie lata 1917 roku okręt miał kilka możliwości przetestowania swoich technik ZOP. 4 lipca członkowie załogi niszczyciela spostrzegli przedmiot, który uznali za peryskop, a wkrótce inni stwierdzili, że 1,5 metra za rufą okrętu przeszła torpeda. „Wainwright” zrzucił bomby głębinowe w miejscu uznanym za ostatnią pozycję wroga, ale bez skutku. Rankiem 20 sierpnia, po tym, jak po ataku bombami głębinowymi przeprowadzonym przez USS „Rowan” (DD-64) na powierzchnię wypłynęła ropa, „Wainwright” zrzucił w tym miejscu kilka bomb głębinowych. Kilka minut później dołączył do innych okrętów prowadzących sporadyczny ogień artyleryjski, ale nie było więcej dowodów na to, że wróg znajduje się w tym rejonie.
Po spędzeniu dwóch tygodni września na naprawach w Birkenhead, w pobliżu Liverpoolu, okręt opuścił Laird Basin o 7:00 14 września, by wrócić do Queenstown. Trzy kwadranse po rozpoczęciu popołudniowej wachty okręt otrzymał rozkaz udania się na miejsce ataku U-boota na aliancki statek handlowy w odległości 15 mil na południe-południowy wschód od Helvick Head (Irlandia). „Wainwright” z pełną prędkością udał się w podane miejsce i rozpoczął poszukiwanie wroga wraz z innymi jednostkami nawodnymi i brytyjskim sterowcem. Pod koniec drugiej psiej wachty załoga niszczyciela zobaczyła kiosk i dziób okrętu podwodnego w odległości 6 mil.
Niszczyciel przystąpił do ataku, ale okręt podwodny zanurzył się prawie natychmiast. Po dopłynięciu na miejsce, gdzie ostatnio widziano wroga, spostrzeżono plamę ropy. Rozpoczęto zrzucanie bomb głębinowych, ale nie odniosło to żadnych skutków. Zbliżający się zmrok oraz konieczność eskortowania tankowca Admiralicji zmusiła amerykański okręt do przerwania akcji. Po odeskortowaniu jednostki pomocniczej w bezpieczne miejsce kontrtorpedowiec wrócił w rejon ataku i patrolował go przez noc, ale wróg prawdopodobnie oddalił się.
Cztery dni później, podczas poszukiwania U-bootów w rejonie Conigbeg Rock, niszczyciel otrzymał informację, że latarniowiec „Conigbeg” uratował rozbitków z jednostki rybackiej. Niszczyciel dopłynął do latarniowca, by przesłuchać czterech marynarzy z „Our Bairns”. Dzięki informacjom uzyskanym od nich ustalono, że U-boot, którym, jak się później okazało, był SM UC-48 należał do najnowszego typu, jaki Niemcy wprowadzili do akcji. Okręt zabrał z latarniowca rybaków i do wieczora kontynuował poszukiwania. Następnie udał się do Queenstown i tam wyładował rozbitków.
Przez kolejny miesiąc okręt prowadził rutynowe patrole. Kolejny raz wziął udział w akcji rankiem 18 października, gdy znowu otrzymał rozkaz udania się do Helvick Head w celu polowania na okręt podwodny wroga. Niszczyciel dotarł w nakazany rejon około 11:15 i przez ponad dwie godziny poszukiwał śladów obecności nieprzyjaciela. O 13:58 spostrzegł kiosk okrętu w odległości 1500 jardów od prawej burty od dziobu. Wróg manewrował w celu zajęcia pozycji do ataku torpedowego, ale po tym, jak „Wainwright” ruszył do ataku, zanurzył się. Gdy niszczyciel dotarł na miejsce, gdzie spodziewał się zastać U-boota, zrzucił bombę głębinową i boję, by oznaczyć pozycję. Następnie systematycznie krążył wokół tego miejsca, poszukując wroga w promieniu 20 mil. Nie znalazł jednak nic do 04:00 następnego ranka, zrezygnował więc i udał się do Queenstown.
Kolejne sześć miesięcy nie przyniosło kontaktu z nieprzyjacielem. Okręt przeszukiwał rejony, gdzie zgłaszano obecność jednostek podwodnych, ale nie spostrzeżono żadnej. Niszczyciel zderzył się w tym czasie ze statkiem handlowym SS „Chicago City” i wszedł tego samego dnia, 24 listopada 1917 roku, do doku w Spencer Jetty w celu przeprowadzenia napraw.
W czasie rejsu w kierunku południowym 29 kwietnia 1918 roku okręt spostrzegł żagiel jednostki oddalającej się kierunku zachodnim, której kadłub znajdował się już poniżej horyzontu. Zanim niszczyciel przeszedł na kurs spotkaniowy, jednostka zniknęła. Podczas marszu na miejsce, załoga okrętu poszukiwała śladów przebywania tu okrętu nieprzyjaciela. Po przepłynięciu 10 mil w kierunku zachodnim spostrzeżono obszar pokryty małymi plamami ropy. „Wainwright” wybrał najbardziej obiecujące z nich i zrzucił cztery bomby głębinowe. Następnie ponownie podjął bezowocne poszukiwania, które zakończył o północy. Otrzymał wtedy rozkaz powrotu do Queenstown.

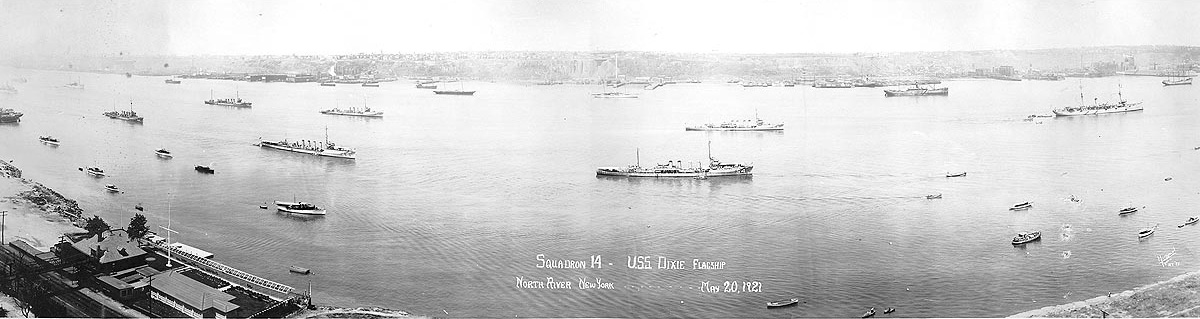
„Wainwright” i reszta 14. Eskadry Niszczycieli (Destroyer Squadron 14) w Nowym Jorku 20 maja 1921 r.

„Wainwright” operował z Queenstown do czerwca 1918 roku, gdy został przydzielony do amerykańskich sił morskich stacjonujących we Francji. 8 czerwca zameldował się w Breście, francuskim porcie, z którego prowadził patrole przez resztę wojny. Patrole te jednak nie przyniosły więcej kontaktów z wrogiem. Pomiędzy czerwcem a listopadem 1918 roku okręt uczestniczył w dwóch nietypowych sytuacjach. Nocą z 19 na 20 października załoga spostrzegła coś, co wzięła za okręt podwodny płynący na powierzchni. Po bliższym zapoznaniu okazało się, że są to szczątki 77-tonowego portugalskiego szkunera „Aida”, na których unosiła się załoga. Statek został przechwycony przez niemiecki okręt podwodny SM U-43 i zatopiony przez ładunki wybuchowe. Niszczyciel wziął rozbitków na pokład i odtransportował bezpiecznie do portu. Wieczorem 1 listopada silne wiatry w Breście spowodowały, że okręt zerwał się z kotwicy i wpadł na falochron. Najpierw próbował mu pomóc USS „Jarvis” (DD-38), gdy próba zakończyła się niepowodzeniem, do akcji przystąpił holownik USS „Concord” (SP-773). Ściągnął on niszczyciel na wodę o 19:20 i odholował w bezpieczne miejsce.
Walki przerwano 11 listopada 1918 roku i „Wainwright” wrócił do domu na początku roku 1919. Podjął służbę we Flocie Atlantyku. Operował ponownie wzdłuż wschodniego wybrzeża USA i na Karaibach do 19 maja 1922 roku. Wtedy został wycofany ze służby w Filadelfii. Niszczyciel pozostał w rezerwie do wiosny 1926 roku.

## Służba w US Coast Guard

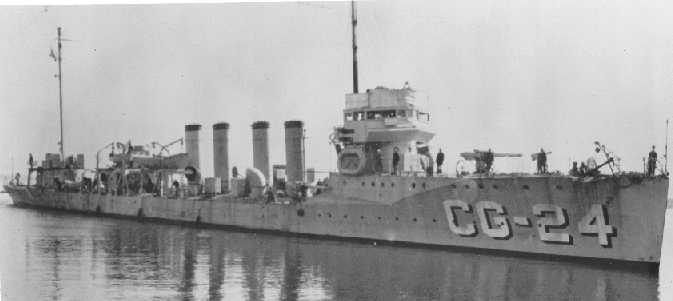
„Wainwright” w służbie Coast Guard, ok. 1924–1933 r.

17 stycznia 1920 r. w Stanach Zjednoczonych została uchwalona prohibicja, co wkrótce spowodowało wzrost przemytu produktów alkoholowych wzdłuż wybrzeży USA. Departament Skarbu uznał, że United States Coast Guard nie ma odpowiedniej ilości jednostek pływających, by skutecznie prowadzić służbę patrolową. By rozwiązać ten problem, w 1924 r. prezydent Calvin Coolidge zezwolił na przekazanie z Marynarki do Straży Wybrzeża dwunastu starych niszczycieli, które znajdowały się w rezerwie, wycofane z czynnej służby. „Wainwright” znalazł się wśród drugiej grupy pięciu jednostek mającej wzmocnić pierwszą dwunastkę – został reaktywowany i przejęty przez Coast Guard 2 kwietnia 1926 roku.
„Wainwright” przepłynął do Bostonu 22 maja i pozostawał tam do 27 lipca, gdy popłynął w kierunku wybrzeża Connecticut. Dotarł do New London dwa dni później i 30 lipca wszedł do służby w Coast Guard. Okręt zatrzymał swoją nazwę w czasie służby w patrolach rumowych. Służył bazując w New London od lata 1926 do 1929 roku. 4 stycznia 1929 roku udał się na południe, do Charleston, gdzie przeprowadził ćwiczenia artyleryjskie trwające do 4 lutego. Następnie wrócił na północ do Bostonu. W styczniu 1930 roku ponownie udał się na południe na ćwiczenia artyleryjskie – tym razem do St. Petersburg na Florydzie. W czasie kolejnych dwóch lat – w styczniu 1931 i marcu 1932 roku – wracał do St. Petersburg na miesięczne ćwiczenia artyleryjskie, a później wracał do służby na wodach Nowej Anglii.
W maju 1933 roku okręt zmienił swój port macierzysty na Nowy Jork. Zgłosił się w nowym miejscu stacjonowania pod koniec pierwszego tygodnia czerwca. Po prowadzeniu w lecie normalnych operacji, okręt rozpoczął ćwiczenia artyleryjskie w Hampton Roads 7 września.

## Przydział US Navy na Kubie
Przydział do Coast Guard został przerwany 9 września przez rozkaz zgłoszenia się do służby w US Navy w rejonie Cieśniny Florydzkiej w czasie rewolty na Kubie, która zakończyła się rozpoczęciem 25-letniego panowania Batisty. 6 listopada „Wainwright” został zwolniony ze służby w Marynarce i otrzymał rozkaz powrotu do Nowego Jorku.

## Powrót do służby w Coast Guard
„Wainwright” dotarł do Nowego Jorku trzy dni później i wznowił służbę w USCG. Pełnił ją do marca 1934 roku. 14 marca opuścił posterunek w Stapleton i dotarł do Filadelfii następnego dnia. Został wycofany ze służby w Coast Guard 29 marca.

## Powrót do Marynarki, wycofanie ze służby
27 kwietnia komendant 4. Dystryktu Morskiego (ang. 4th Naval District) przejął okręt w imieniu Marynarki. Okręt został na krótko wpisany na listę jednostek floty, ale został z niej po raz ostatni skreślony 5 lipca 1934 roku. 22 sierpnia został sprzedany na złom firmie Michael Flynn, Inc. z Nowego Jorku.